# Mikuláš Maník
Mikuláš Maník (ur. 26 maja 1975 w Koszycach) – słowacki szachista, arcymistrz od 2006 roku.

## Kariera szachowa
Dwukrotnie (w latach 2002 oraz 2004) wystąpił w narodowej drużynie na szachowych olimpiadach. Oprócz tego, w roku 1999, reprezentował Słowację w drużynowych mistrzostwach Europy, rozegranych w Batumi.
W 1996 roku zwyciężył w turnieju w Laznym Bohdancu (przed Arturem Jakubcem). W 1997 podzielił I miejsca w Litomyślu i w Laznym Bohdancu oraz zajął II miejsce (za Tomasem Oralem) w Prievidzy. W następnym roku znalazł się wśród siedmiu zwycięzców otwartego turnieju Tatry Open w Tatrzańskiej Łomnicy oraz zanotował dobry występ w Pardubicach, gdzie również podzielił I miejsce. W 2001 podzielił I miejsce (wraz z Tomasem Likavskym) w Tatranskich Zrubach, w 2003 osiągnął podobny rezultat w Wiedniu, a w 2004 – w Preszowie (wspólnie z Robertem Tibenskym). Na przełomie 2005 i 2006 r. podzielił II m. w Litomyślu (za Wiaczesławem Dydyszko, wspólnie z Grzegorzem Gajewskim i Jakubem Żeberskim), natomiast w 2006 r. podzielił I m.  w Českej Třebovej (wspólnie z Petrem Habą, Jirim Lechtynskym, Tomasem Likavskim i Radkiem Kalodem). W 2007 i 2008 r. dwukrotnie podzielił II m. w Cieplicach (w pierwszym przypadku za Marcinem Dziubą, a w drugim – za Tomasem Likavskym).
Najwyższy ranking w dotychczasowej karierze osiągnął 1 stycznia 2005 r., z wynikiem 2512 zajmował wówczas czwarte miejsce wśród słowackich szachistów.